# Pie, Tramp and the Bulldog
Pour plus de détails, voir Fiche technique et Distribution.
Pie, Tramp and the Bulldog est un film américain muet et en noir et blanc sorti en 1901.